# Панарети
Панарети (грч. Παναρέτη) је насељено место у општини Горуша у периферији Западна Македонија, Грчка. Према попису из 2021. године било је 14 становника.
Према бугарском географу и историчару, Василу Канчову, у Панарету је 1900. године живело 70 Грка. Крионери се налазе у области Населица, која је некада била насељена словенским становништвом које је касније хеленизовано. Село се раније звало Панаре.